# Ludvig Filip av Portugal
Ludvig Filip (Luís Filipe), född 21 mars 1887, död 1 februari 1908 var kronprins i Portugal från 1889. Han mördades på öppen gata 1908 i Lissabon.

### Fotnoter
1. ↑  ”Karl I”. Nordisk familjebok. 22 maj 1910. https://runeberg.org/nfbm/0541.html. Läst 17 juni 2013.